# 卡斯泰尔波托
卡斯泰尔波托（義大利語：Castelpoto），是意大利贝内文托省的一个市镇。总面积11平方公里，人口1386人，人口密度126.0人/平方公里（2009年）。ISTAT代码为062018。